# Vezikula
U staničnoj biologiji vezikula je relativno mala unutarstanična, membranom-ovijena vrećica koja pohranjuje ili prenosi tvari. Vezikula se razlikuje od citosola najmanje jednim lipidnim dvoslojem.
Kako bi prenio materijal, dio organela će se iskriviti i formirati mjehurić okružen membranom (tzv. transportne vezikule). Takav mjehurić će putovati po stanici, a kada naiđe na membranu organela koji mu odgovara spojit će se s njom i prenijeti svoj sadržaj u njega. Na sličnom se principu temelji i izbacivanje molekula iz stanica.
Zapravo se većina transportnih vezikula formira od specijaliziranih obloženih regija membrane. One pupaju kao obložene vezikule, ali se prije stapanja s ciljnom membranom obloga mora odvojiti da bi se membrane mogle nesmetano spojiti. Mehanizam odvajanja vezikula od membrane vjerojatno je posljedica toga što velika količina proteina nakupljena na lipidnom dvosloju membrane uzrokuje spontano deformiranje i ispupčenje membrane koja se jednostavno savija sve dok se mjehurić ne odvoji.
Na isti se način odvajaju vezikule i od endoplazmatskog retikuluma koje donose proteine do Golgija.

## Vrste vezikula
Prema vrsti proteinskog omotača razlikujemo 3 vrste vezikula:
1 vezikule obložene klatrinom
2 vezikule obložene coatomerom ili COP I
3 vezikule obložene coatomerom ili COP II